# بيجو 505

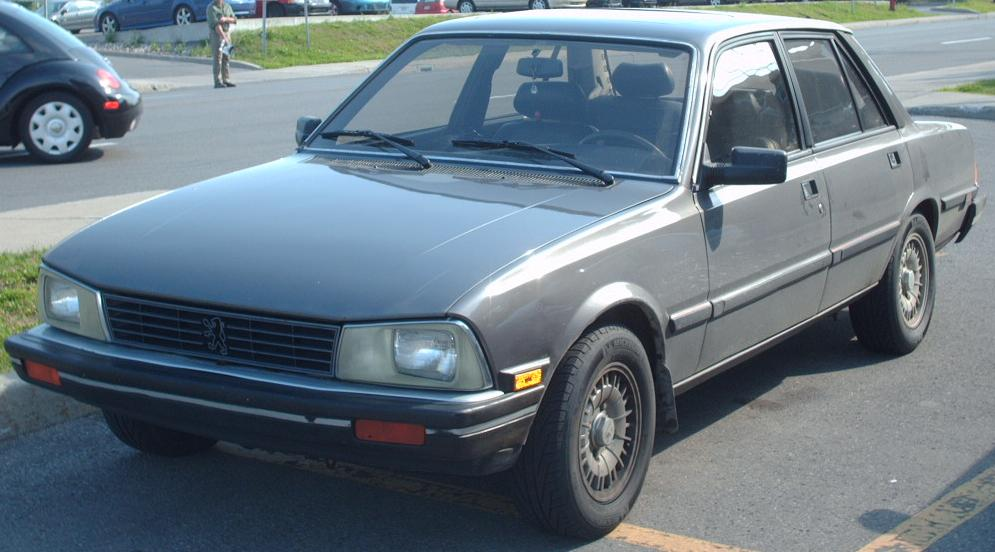
بيجو 505 (4 ركاب).

بيجو 505 (بالفرنسية: Peugeot 505)‏ هي إحدى نماذج سيارة بيجو التي أنتجتها شركة بيجو الفرنسية، واستمر إنتاجها من 1979 إلى 1992، ومثل كثير من نماذج بيجو السابقة، ظهرت عدة أشكال من هذا النموذج تشترك في المقدمة، وتختلف في الجزء الخلفي، ومن هذه الأشكال ما يحمل عدداً صغيراً من الركاب (4 ركاب)، ومنها ما يحمل عدد أكبر (7 ركاب).
بدأ إنتاجها عام 1979، واستمر حتى عام 1992، وإن كان إنتاجها في الأرجنتين حتى عام 1995، وفي تشيلي حتى عام 1997.

## المقدمة
بيجو 505 هي سيارة عائلية كبيرة أنتجتها الشركة الفرنسية بيجو من 1979 إلى 1992 في سوشو، فرنسا. تم تصنيعها أيضاً في العديد من البلدان الأخرى بما في ذلك الأرجنتين (بواسطة سيفل الأرجنتينية من 1981 إلى 1995) والصين وتايلاند (بواسطة شركة يونتراكيت الصناعية المحدودة) وإندونيسيا ونيجيريا. كان 505 آخر سيارة دفع خلفي من بيجو.
وفقاً للشركة المصنعة، تم إنتاج 1,351,254 سيارة بين عامي 1978 و1999، منها 1,116,868 سيارة صالون / سيدان.[بحاجة لمصدر]

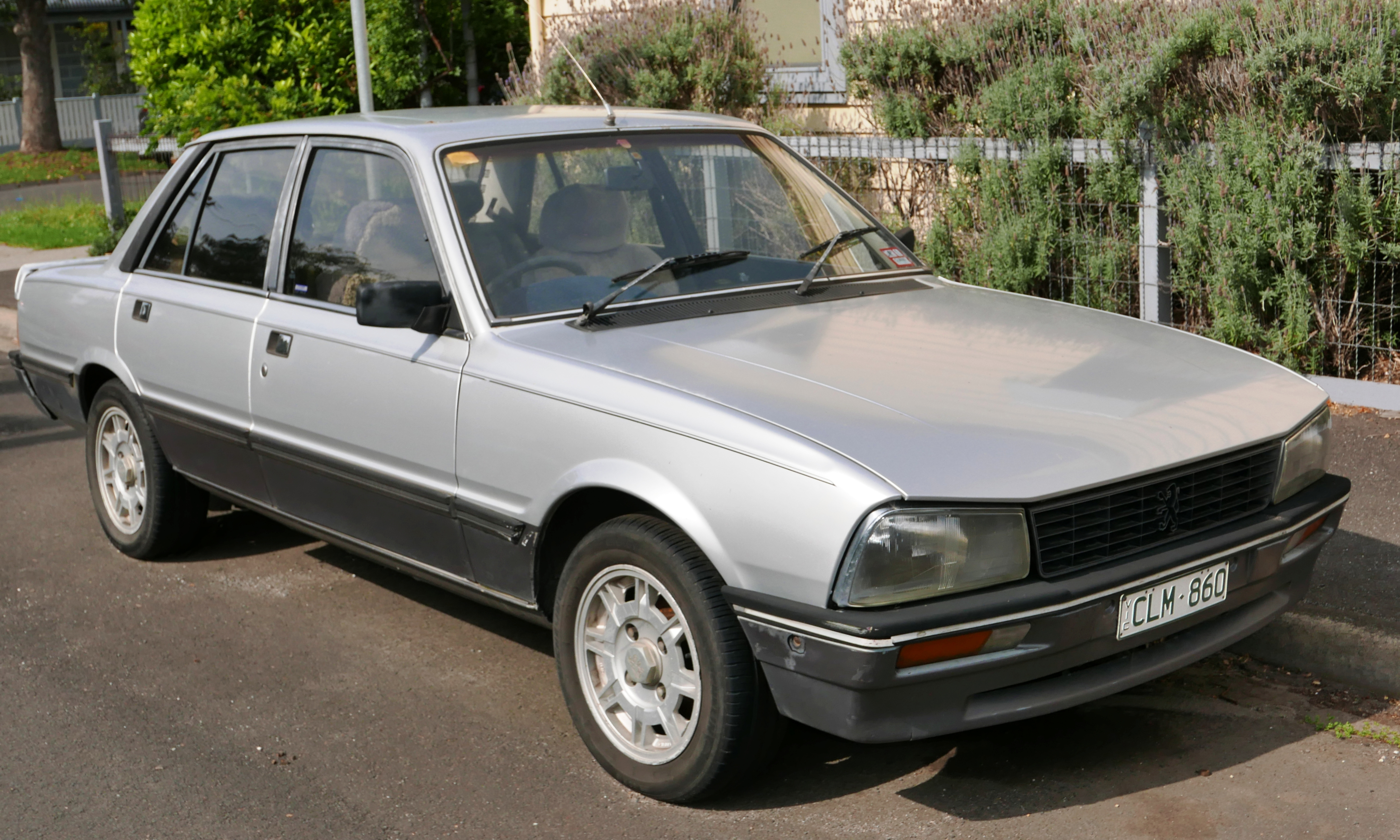

| بيجو 505          | بيجو 505 |
| ملخص              | ملخص |
| ----------------- | --- |
| الصانع            | بيجو |
| أيضا يسمى         | قوانغتشو بيجو GP 7202 |
| إنتاج             | 1979-1992 (أوروبا)1981-1987 (إندونيسيا)1981-1991 (جمهورية الصين)1981-1995 (الأرجنتين)1990-1997 (الصين) |
| المجسم            | سوشو ، فرنسا جوانجزو ، الصين فيجو ، إسبانيا لوس أندس ، تشيلي فيلا بوش ، الأرجنتين القاهرة ، مصر (AAV) هايدلبرغ ، فيكتوريا ، أستراليا (رينو أستراليا) إنفيلد ، أستراليا (ليلاند ) جاكرتا ، إندونيسيا (جايا موتور)بانكوك ، تايلاند (مجموعة يونتراكيت)تشانجوا ،تايوانسيتوبال ، البرتغال (موفاوتو)كادونا ، نيجيريا (PAN) جوهور باهرو ، ماليزيا (OASB) |
| مصمم              | بينينفارينا وبيجو |
| الجسم والشاسيه    | |
| فصل               | سيارة عائلية كبيرة / سيارة تنفيذية مدمجة (د.ي ) |
| نمط الجسم         | صالون 4 ابواب5 ابواب استيت |
| تخطيط             | تخطيط ف.آر |
| مجموعة نقل الحركة | |
| محرك              | محركات البنزين :1796 XM7A I41971 XN1 / XN6 I41995 14 ZEJ "دوفرين"2155 14 N9T "سيمكا 180" تيربو2165 14 ZDJ "دوفرينغ"2849 ZN3J "PRV" V6 |
| محرك              | محركات الديزل :2304 XD2 I4 (تربو)2498 XD3 I4 (توربو) |
| توصيل             | 3-سرعة أوتوماتيكي ZF 3HP224 سرعات أوتوماتيكي ZF 4HP224 سرعات يدوي BA 04/075 سرعات يدوي BA 05/075 سرعات يدوي BA 05/10 |
| أبعاد             | |
| قاعدة العجلات     | 2743 ملم (108.0 بوصة) (سيدان)2900 ملم (114.2 بوصة) (عربة) |
| طول               | 4579 ملم (180.3 بوصة) (سيدان)4898 ملم (192.8 بوصة) (عربة) |
| عرض               | 1,737 ملم (68.4 بوصة) (سيدان)1,730 ملم (68.1 بوصة) (عربة) |
| ارتفاع            | 1,424-1,446 ملم (56.1-56.9 بوصة) (سيدان)1,540 ملم (60.6 بوصة) (عربة) |
| كبح الوزن         | 1,210-1,410 كجم (2668-3,109 أرطال) |
| التسلسل الزمني    | |
| السلف             | بيجو 504 |
| خليفة             | بيجو 405 |

## تاريخ

### 1979
كُشف النقاب عنه رسمياً في 16 مايو 1979، كان 505 بديلاً عن 504 الذي شارك في العديد من دعائمه. كانت متوفرة في الأصل كسيارة سيدان / صالون، تم تقديم عربة ستيشن / واغن، بما في ذلك نسخة عائلية لثمانية ركاب، في معرض جنيف للسيارات عام 1982. التصميم، وهو تعاون بين بينيفارينا وقسم التصميم الداخلي في بيجو، مشابه جداً لتلك الخاصة بالطراز الأصغر 305. تم تصميم التصميم الداخلي الأصلي من قبل بول براك، المعروف بشكل عام بعمله لسيارات مرسيدس بنز وبي إم دبليو. يُعرف اليوم باسم «حصان العمل» لأفريقيا.
بعد أن أُنتج في البداية فقط في شكل محرك يسار في الأشهر القليلة الأولى، كان 505 متاحاً في شكل محرك يمين لسوق المملكة المتحدة اعتباراً من أكتوبر 1979. وكان منافسه الأكثر مبيعاً في المملكة المتحدة هو فورد جراندا.
وقد أشاد الصحفيون المعاصرون بـ 505 لركوبها والتعامل معها، خاصة على الطرق الوعرة وغير المصنوعة. ربما أحد أسباب شعبيتها في البلدان الأقل نموا؛ "تذكر أن سلف 505، 504، كان يتمتع برحلة رائعة. استغرق الأمر نموذجاً للسوق البريطانية على محرك شحن صلب عبر الممرات الخضراء لـشيلترن.
تم قمع التأثيرات جيداً وطفت السيارة حقاً فوق  التموجات والحفر. استنتجت أن 505 جيدة مثل 504 (ولكن ليس أفضل). كان لدى 505 أيضاً خلوص أرضي جيد؛ إذا لم يكن ذلك كافياً، فقد عرضت دانجل نسخة دفع رباعي أطول من بريك  فاميليال 505 مجهزة إما بمحرك توربوديزل داخلي 110 حصان (81 كيلو واط) أو 130 حصان 2.2 لتر بنزين (96 كيلو واط) المحرك. كان لمحرك الدفع الرباعي 505 أيضاً نسب تروس أقصر.
تم النظر إلى التصميم الداخلي بشكل إيجابي في المراجعات المعاصرة: «بعد أن استقر في قمرة القيادة الأنيقة لـ 505، لاحظ المرء كيف يبدو أن كل شيء يبدو رائعاً. تبدو المقاعد المصنوعة من التويد والزخرفة البنية ذكية وأقل تصادمية من العروض المقدمة من علامة تجارية فرنسية أخرى معينة. لكن المدخنين البريطانيين وجدوا خطأ في بيئة العمل:» كانت منفضة السجائر ذات حجم تنافسي ولكنها موضوعة مباشرة خلف عصا التروس. بالنسبة للسيارات في السوق البريطانية، سيكون هذا مصدر إزعاج دائم بينما يعتبر أبناء عمومتنا القاريون الموضع منطقياً تماماً طبيعي.

### 1982
تم إطلاق النموذج العقاري في عام 1982، وكان متاحاً بسبعة مقاعد، تماماً مثل عقار بيجو 504. الجديد أيضاً في عام 1982 هو 505 STI المجهزة بالكامل، والمجهزة بمحرك دوفرين رباعي الأسطوانات 2165 سم مكعب تم تطويره بالتعاون مع رينو.
تم إجراء تحسينات على المجموعة، بما في ذلك التصميم الداخلي الجديد كلياً، في عام 1986، ولكن بدأ إنتاج بيجو 505 الأوروبية في التراجع بعد إطلاق بيجو 405 الأصغر في عام 1987. توقف إنتاج الصالون في عام 1989، عندما أطلقت بيجو سيارتها الجديدة  الرائد 605 الصالون، بينما ظلت الحوزة قيد الإنتاج حتى عام 1992 - على الرغم من عدم تنفيذ خطط لنسخة ملكية من 605. 
كان إنتاج 605 لمدة عقد من الزمان ولكنه لم يضاهي أبداً شعبية 505. في بعض البلدان مثل فرنسا وألمانيا، تم استخدام عقار 505 كسيارة إسعاف وسيارة جنازة وسيارة شرطة ومركبة عسكرية وكسيارة صيانة للطرق. كانت هناك نماذج أولية لـ 505 كوبيه و505 شاحنة، وفي فرنسا قام العديد من الأشخاص بتعديل 505 إلى شاحنات صغيرة بأنفسهم.[بحاجة لمصدر]

### 1990
كان 505 أحد أحدث طرازات بيجو التي تم بيعها في الولايات المتحدة، حيث انتهت مبيعات سيارات السيدان هناك في عام 1990 ومبيعات العربات في عام 1991. وكانت آخر سيارات السيدان المباعة تحتوي على محرك PRV's 2.8 V6 فقط.  كانت سيارات ستيشن واغن التي تعمل بشاحن توربيني فريدة من نوعها للولايات المتحدة، وكل من محركات البنزين والديزل.
تم بيع 505 أيضاً في أستراليا (حيث تم تجميعها بواسطة شركة رينو أستراليا من 1980 إلى 1981، ومن قبل ليلاند أستراليا من 1981 إلى 1983) والأرجنتين وتشيلي والصين ونيوزيلندا. في مدينة نيويورك، تم استخدام الديزل بيجو 505 لفترة وجيزة كسيارات تاكسي.

تم تلخيص السيارة على النحو التالي من قبل كاتب السيارات أرشي فيكار:
«إن 505 هي سيارة صالون ذات مظهر جميل للغاية، ومحركات فعالة للغاية، ومقاعد مريحة للغاية، وتوجيه لطيف للغاية، وسعر معقول للغاية. وهي مصممة بشكل جيد لذلك، قد تقول إنها كانت مجرد متوسطة. ولكن هل يمكن حقاً أن تكون بهذه البساطة؟ هل لعبت بيجو في الواقع لعبة ذكية جداً حيث، بدلاً من إبهارنا بالتكنولوجيا أو التصميم المذهل، قرروا جذبنا مع التقليل من أعمق  نوع؟»

### تايلاند
في تايلاند، بيعت بيجو 505 بشكل جيد. كانت متوفرة كنسخة CKD تم تجميعها في بانكوك، بسبب القيود المفروضة على استيراد السيارات المبنية بالكامل.

## الخصائص الميكانيكية
كان 505 مزوداً بدفع خلفي ومحرك في المقدمة طولياً. تضمن نظام التعليق دعامات ماكفيرسون ونوابض لولبية في الأذرع الأمامية وشبه الخلفية مع نوابض لولبية في الخلف، مع ترس تفاضلي خلفي مثبت على الجسم وأربعة مفاصل ثابتة السرعة.
كانت سيارات ستيشن واغن (ومعظم سيارات السيدان المبنية في الأرجنتين) تحتوي على نظام تعليق خلفي ذي محور حي، مع عامود بانهارد ونوابض لولبية. كانت قضبان التثبيت عالمية في المقدمة ولكنها تعتمد على الطراز في الخلف.  استخدمت السيارة فرامل قرصية في المقدمة، ومكابح قرصية أو أسطوانية في الخلف، اعتماداً على الطراز. كان التوجيه عبارة عن نظام رف وترس، والذي كان يعمل بالطاقة في معظم الطرز.

## بريك فاميليال
تم تقديم إصدارات (المدينة) وفاميليال في ربيع عام 1982، وكانت مختلفة تماماً عن الصالونات. كانت قاعدة العجلات أطول أيضاً، للمساعدة في جعلها واحدة من أكثرها اتساعاً في السوق، حيث تبلغ 2900 ملم (114.2 بوصة) كان هذا، وليس من قبيل الصدفة، نفس قاعدة العجلات التي تم استخدامها في كل من مشتقات الفئات 404 و504.
كانت فاميليال (ملكية عائلية)، مع صفها الثالث من مقاعد البدلاء (تعطي إجمالي ثمانية مقاعد أمامية) شائعة لدى العائلات الكبيرة وكسيارة أجرة. يمكن طي صفين من المقاعد الخلفية لتوفير مساحة تحميل مسطحة تماماً، مع سعة تحميل تبلغ 1.94 متر مكعب. يبلغ إجمالي سعة الحمل 590 كجم (1301 رطلاً).
عند إطلاقها، تم الترحيب بها باعتبارها سيارة سياحية فاخرة. تم تسويق سيارة فاميليال باسم "SW8" في الولايات المتحدة، من أجل «ستيشن واغن، ثمانية مقاعد».
في فرنسا، قام دانجل بتعديل بيجو 505 بريك بتعليق عالٍ ودفع رباعي يشبه الدفع الرباعي.

## المحركات
تم تقديم مجموعة من محركات الديزل والبنزين. وصلت أول محركات الديزل (XD2) في يوليو 1979، بعد شهرين من الإصدارات التي تعمل بالبنزين. شوهدت وحدة البنزين ذات الشاحن التوربيني لأول مرة في عام 1984 (لطراز عام 1985 في الولايات المتحدة).
وتم تجهيز 505 بشكل أساسي بمحركات ذات أربع أسطوانات مضمنة، على الرغم من وجود عدد صغير من محركات البنزين V6 التي تم تصنيعها بعد انتهاء إنتاج 604.[بحاجة لمصدر]
| محرك البنزين     | محرك البنزين          | محرك البنزين  | محرك البنزين | محرك البنزين                                | محرك البنزين | محرك البنزين                                                            | محرك البنزين | محرك البنزين                                                                                                 |
| النزوح (سم مكعب) | نموذج                 | رقم الاسطوانة | عمود الحدبات | نظام الوقود                                 | قوة | عزم الدوران                                                             | نسبة الضغط   | ملاحظات |
| ---------------- | --------------------- | ------------- | ------------ | ------------------------------------------- | --- | ----------------------------------------------------------------------- | ------------ | --- |
| 1796             | XM7 / XM7A            | L4            | أوهف         | بداية المكربن اليدوي                        | 80 حصان (59 كيلو واط، 79 حصان)                                                                                     |                                                                         | 8.8: 1       | |
| 1971             | XN1                   | L4            | أوهف         | بداية المكربن التلقائي                      | 96 حصان (71 كيلوواط، 95 حصان) عند 5200 دورة في الدقيقة ثم 100 حصان (74 كيلو واط، 99 حصان) عند 5000 دورة في الدقيقة | 16.4 كجم متر مكعب (161 نيوتن متر؛ 119 رطل قدم) عند 3000 دورة في الدقيقة | 8.8: 1       | |
| 1971             | XN1A                  | L4            | أوهف         | بداية المكربن التلقائي                      | 108 حصان (79 كيلوواط، 107 حصان) عند 5250 دورة في الدقيقة                                                           | 17.5 كجم⋅ م (172 نيوتن متر؛ 127 رطل قدم) عند 2750 دورة في الدقيقة       | 8.8: 1       | |
| 1971             | XN6 غير المحول الحفاز | L4            | أوهف         | حقن الوقود بوش جترونيك K                    | 113 حصان (83 كيلوواط، 111 حصان) عند 5000 دورة في الدقيقة                                                           | 17.2 كجم متر مكعب (169 نيوتن متر؛ 124 رطل قدم) عند 3000 دورة في الدقيقة | 8.8: 1       | أنتج فقط في الأرجنتين للسوق المحلي في إصدار حقن س.ر.                                                         |
| 1971             | XN6 المحول الحفاز     | L4            | أوهف         | حقن الوقود بوش جترونيك K                    | 97 حصان (72 كيلوواط) عند 5000 دورة في الدقيقة                                                                      | 116 رطل قدم (157 نيوتن متر؛ 16 كجم.م) عند 3500 دورة في الدقيقة          | 8.35: 1      | محجوزة لسوق أمريكا الشمالية، والبلدان الأخرى التي تتطلب محولًا حفازاً.                                         |
| 1995             | ZEJK 829B             | L4            | أوهك         | حقن الوقود بوش جترونيك K                    | 110 حصان (81 كيلوواط، 108 حصان) عند 5250 دورة في الدقيقة                                                           | 17.4 كجم م (171 نيوتن متر، 126 رطل قدم) عند 4000 دورة في الدقيقة        | 9.2: 1       | شارك في وضعها من قبل بيجو ورينو، ومن المعروف أيضا باسم «دوفرا المحرك».                                       |
| 2165             | ZDJK                  | L4            | أوهك         | حقن الوقود بوش جترونيك K                    | 117 حصان (86 كيلوواط، 115 حصان) عند 5750 دورة في الدقيقة                                                           | 19.0 كجم متر مكعب (186 نيوتن متر؛ 137 رطل قدم) عند 3500 دورة في الدقيقة | 9.2: 1       | كانت هذه نسخة شوط أطول لمحرك "ZEJK".                                                                         |
| 2165             | ZDJL 851B             | L4            | أوهك         | حقن الوقود بوش جترونيك LE2                  | 130 حصان (96 كيلوواط، 128 حصان) عند 5750 دورة في الدقيقة                                                           | 19.2 كجم متر مكعب (188 نيوتن متر؛ 139 رطل قدم) عند 4250 دورة في الدقيقة | 9.8: 1       | - التسارع من صفر إلى 100 كم / س: 10 ثوانى.                                                                   |
| 2165             | ZDJL 851Y             | L4            | أوهك         | حقن الوقود بوش جترونيك LE2                  | 130 حصان (96 كيلوواط، 128 حصان) عند 5750 دورة في الدقيقة                                                           | 19.2 كجم متر مكعب (188 نيوتن متر؛ 139 رطل قدم) عند 4250 دورة في الدقيقة | 9.8: 1       | عمليا نفس ZDJL 851B، ولكن مع القليل من التغييرات لتلبية متطلبات تشريعات البلدان الأخرى.                      |
| 2165             | ZDJL 851X             | L4            | أوهك         | حقن الوقود بوش جترونيك LU2 مع المحول الحفاز | 122 حصان (90 كيلوواط، 120 حصان) عند 5000 دورة في الدقيقة                                                           | 18.1 كجم متر مكعب (178 نيوتن متر؛ 131 رطل قدم) عند 3500 دورة في الدقيقة | 8.8: 1       | السرعة القصوى: 192 كلم / س.                                                                                  |
| 2155             | N9T                   | L4            | أوهك         | شاحن توربيني من جاريت، بوش جترونيك L        | 150 حصان (110 كيلوواط، 148 حصان) عند 5200 دورة في الدقيقة                                                          | 24 كجم م (235 نيوتن متر، 174 رطل قدم) عند 3000 دورة في الدقيقة          | 7.5: 1       | يُعرف أيضًا باسم محرك «نوع سيمكا 180». السرعة القصوى: 200 كلم / س. - التسارع من صفر إلى 100 كم / س: 8.8 ثانية. |
| 2155             | N9TE                  | L4            | أوهك         | المبرد، شاحن توربيني غاريت، بوش جترونيك L   | 160 حصان (118 كيلو واط، 158 حصان) عند 5200 دورة في الدقيقة                                                         | 25 كجم م (245 نيوتن متر؛ 181 رطل قدم) عند 3000 دورة في الدقيقة          | 8: 1         | السرعة القصوى: 205 كلم / س (127 ميل / س).                                                                    |
| 2155             | N9TEA                 | L4            | أوهك         | مبرد بيني، شاحن توربيني، بوش جترونيك L      | 180 حصان (132 كيلوواط، 178 حصان) عند 5200 دورة في الدقيقة                                                          | 28 كجم م (275 نيوتن متر؛ 203 رطل قدم) عند 3000 دورة في الدقيقة          | 8: 1         | تم تجهيز هذا المحرك بوحدة تحكم إلكترونية. - التسارع من صفر إلى 100 كم / س: 8.4 ثواني.                        |
| 2849             | ZN3J 154F             | V6            | أوهك         | حقن الوقود بوش جترونيك LH                   | 170 حصان (125 كيلو واط، 168 حصان) عند 5600 دورة في الدقيقة                                                         | 24 كجم (235 نيوتن متر؛ 174 رطل قدم) @ 4250 دورة في الدقيقة              | 10: 1        | هو نسخة من «محرك PRV». - التسارع من صفر إلى 100 كم / س: 9.2 ثانية. السرعة القصوى: 205 كلم / س.               |
| 2849             | ZN3J 154X             | V6            | أوهك         | حقن الوقود بوش جترونيك LH مع المحول الحفاز  | 147 حصان (108 كيلوواط، 145 حصان) عند 5000 دورة في الدقيقة                                                          | 23.9 كجم⋅ م (234 نيوتن متر؛ 173 رطل قدم) @ 3750 دورة في الدقيقة         | 9.5: 1       | |

### محرك الديزل
|                  |       |               |              |                      |                                                         |                                                                  |            | |
| النزوح (سم مكعب) | نموذج | رقم الاسطوانة | عمود الحدبات | نظام الوقود          | قوة                                                     | عزم الدوران                                                      | نسبة الضغط | ملاحظات |
| 2304             | XD2   | L4            | أوهف         |                      | 70 حصان (51 كيلوواط، 69 حصان) عند 4500 دورة في الدقيقة  | 13.4 كجم م (131 نيوتن متر؛ 97 رطل قدم) عند 2000 دورة في الدقيقة  | 22.2: 1    | من بيجو 504، تم استخدامه في الطرز المبكرة، وتم توفيره أيضاً بواسطة بيجو إلى فورد لطرازات سيرا وجراندا. |
| 2304             | XD2C  | L4            | أوهف         |                      | 70 حصان (49 كيلو واط)                                   |                                                                  |            | |
| 2304             | XD2S  | L4            | أوهف         | شاحن توربيني جاريت   | 80 حصان (59 كيلو واط، 79 حصان) عند 4150 دورة في الدقيقة | 18.8 كجم م (184 نيوتن متر؛ 136 رطل قدم) عند 2000 دورة في الدقيقة | 21: 1      | |
| 2498             | XD3   | L4            | أوهف         |                      | 76 حصان (56 كيلو واط، 75 حصان) عند 4500 دورة في الدقيقة | 15.3 كجم م (150 نيوتن متر؛ 111 رطل قدم) عند 2000 دورة في الدقيقة | 23: 1      | |
| 2498             | XD3T  | L4            | أوهف         | شاحن توربيني جاريت   | 95 حصان (70 كيلوواط، 94 حصان) عند 4150 دورة في الدقيقة  | 21 كجم⋅ م (206 نيوتن متر؛ 152 رطل قدم) عند 2000 دورة في الدقيقة  | 21: 1      | تم استخدامه في عام 1985 (كان كل من XD2S وXD3T متاحين في الولايات المتحدة في عامي 1985 و1986، مع المحرك الأصغر الذي تم تركيبه في عربات الستيشن) والموديلات الأحدث. لم تعد محركات الديزل متوفرة في الولايات المتحدة بعد عام 1987. تم توفيرها من قبل بيجو لشركة فورد من أجل الطراز الخاص بهم.[بحاجة لمصدر] |
| 2498             | XD3TE | L4            | أوهف         | المبرد، شاحن توربيني | 110 حصان (81 كيلوواط، 108 حصان)                         |                                                                  |            | |

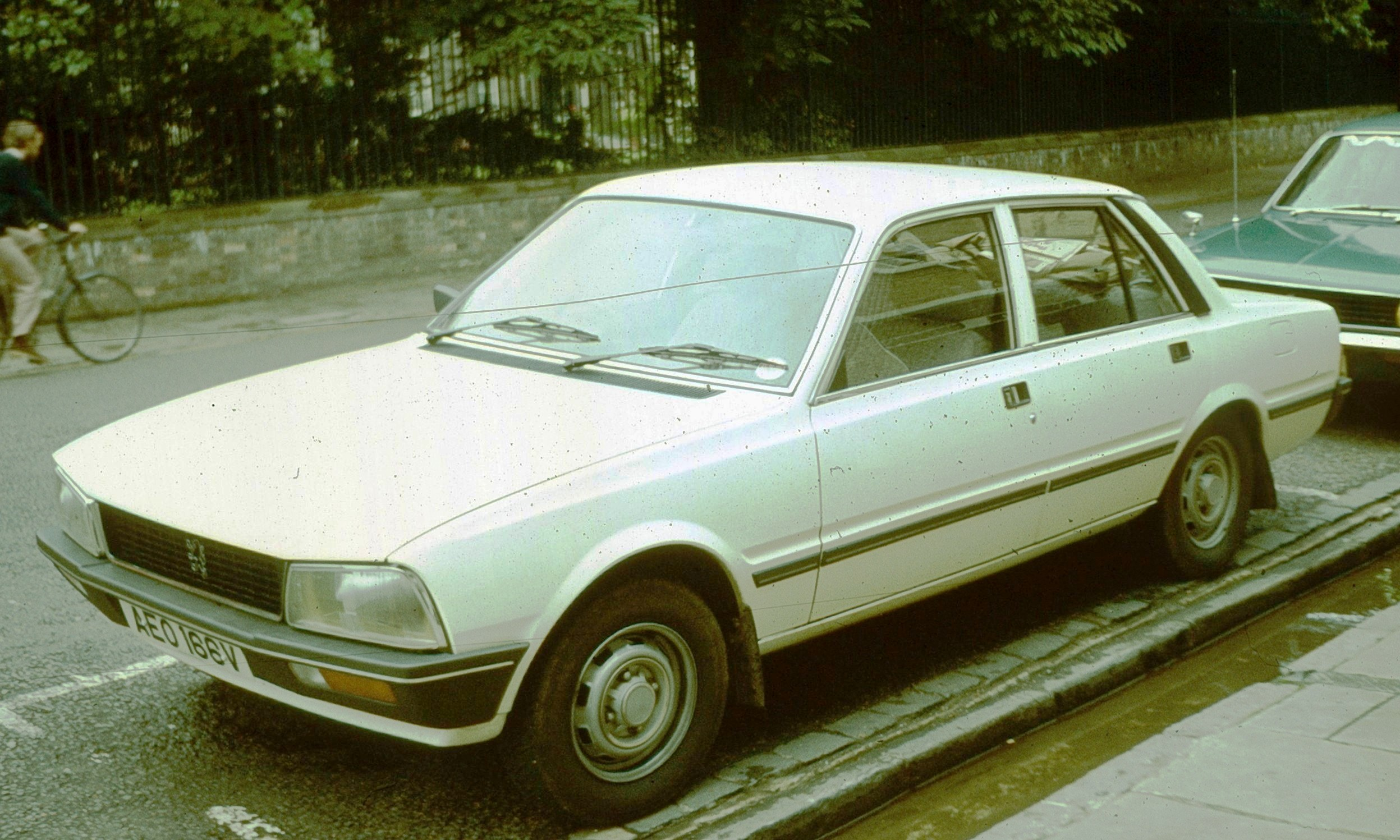
بيجو 505 1980
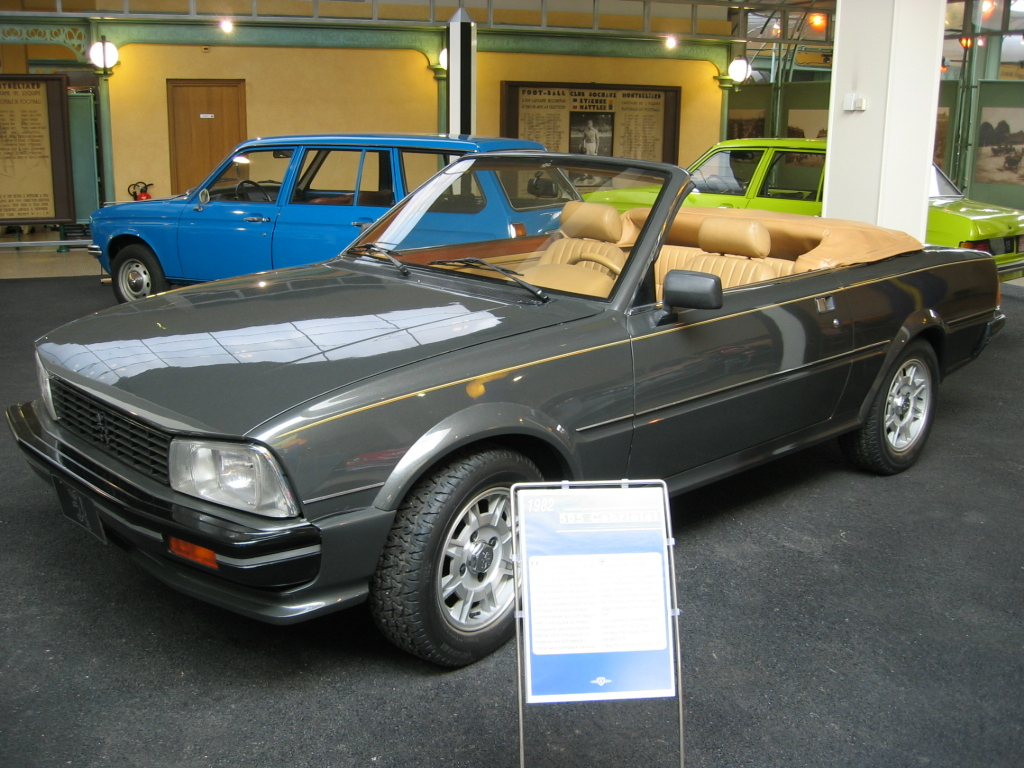
النموذج الأولي بيجو 505 كابريوليه
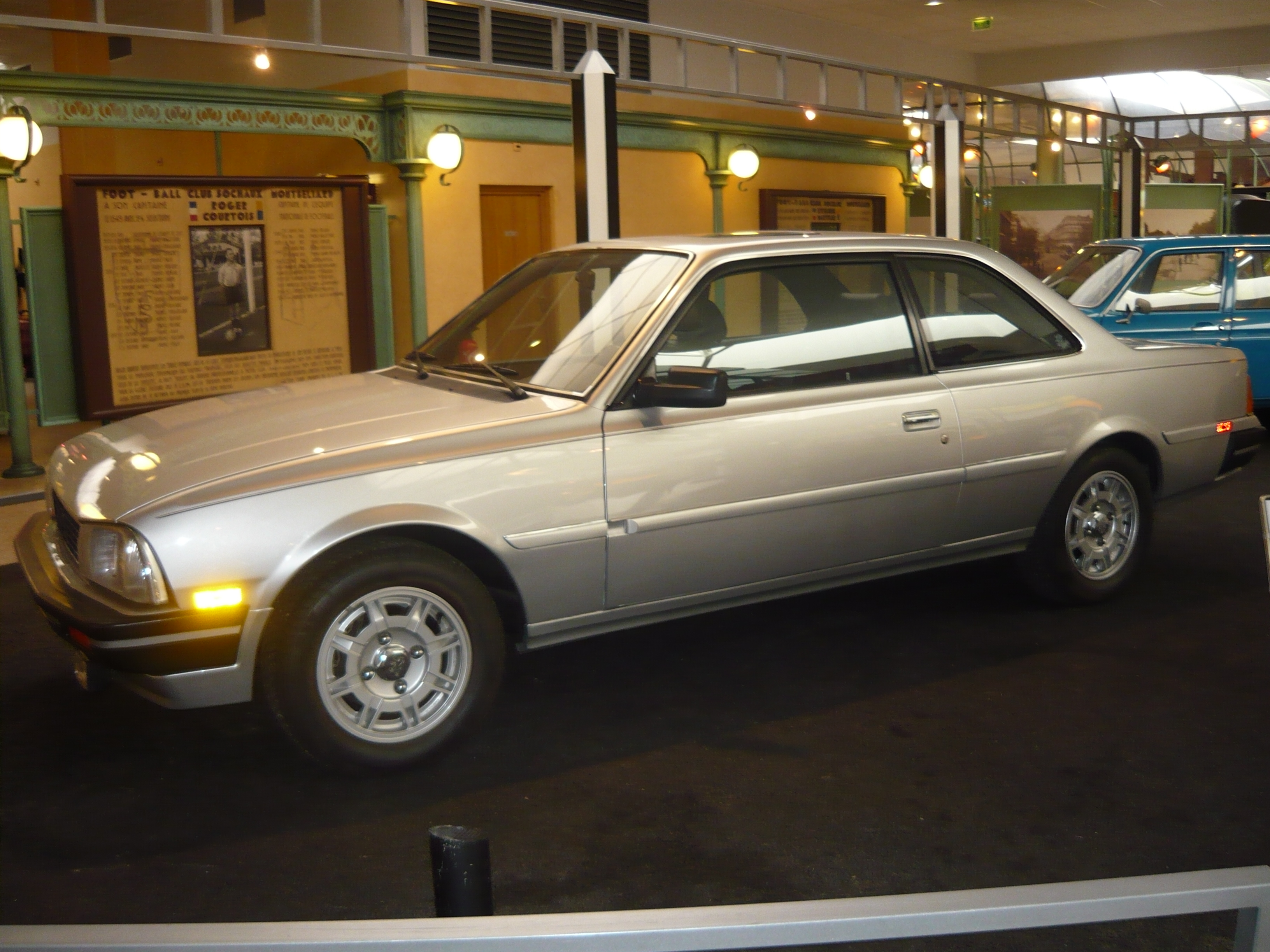
النموذج الأولي بيجو 505 كوبيه
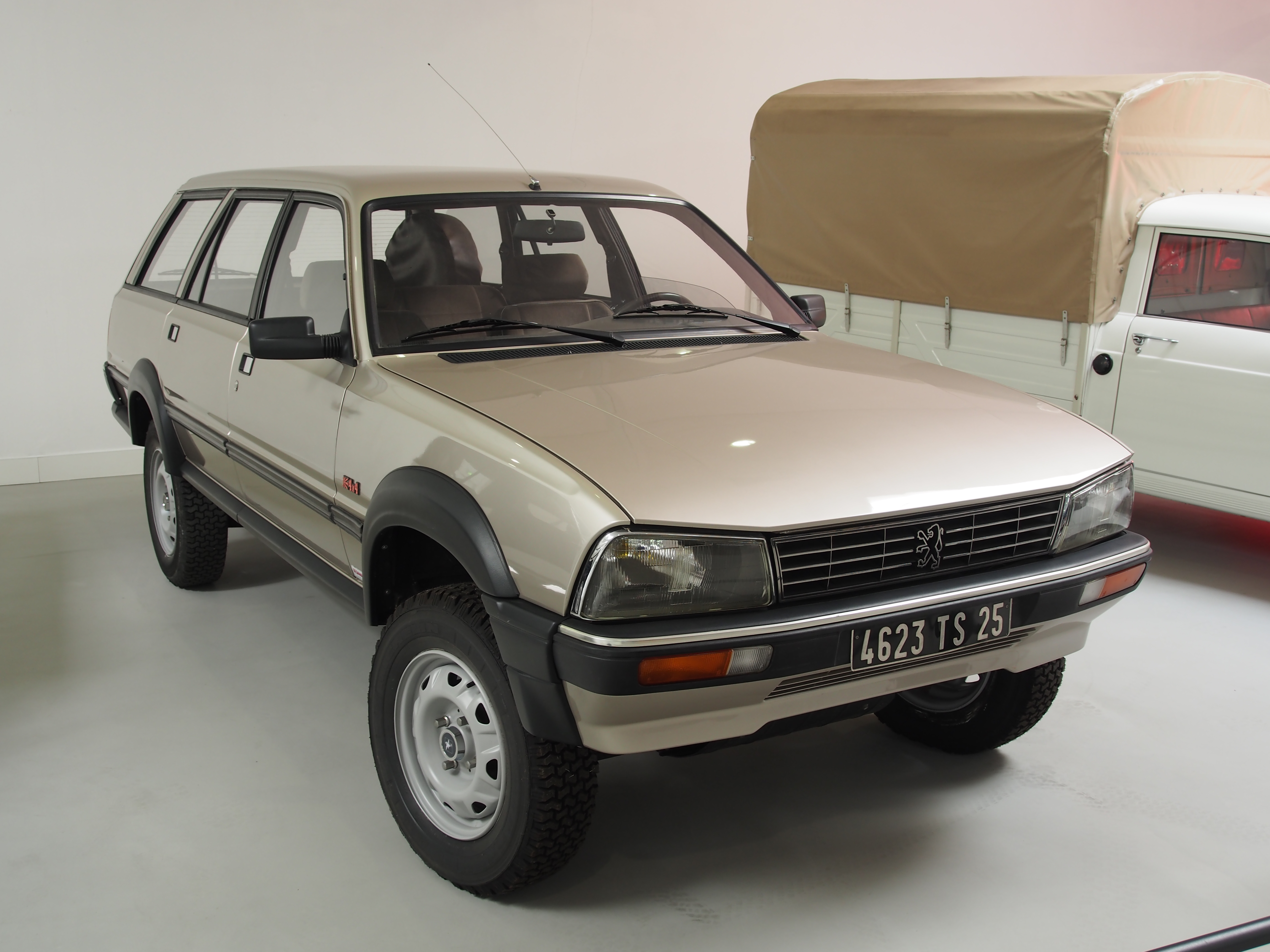
بيجو 505 بريك 4x4 دانجيل (فرنسا)
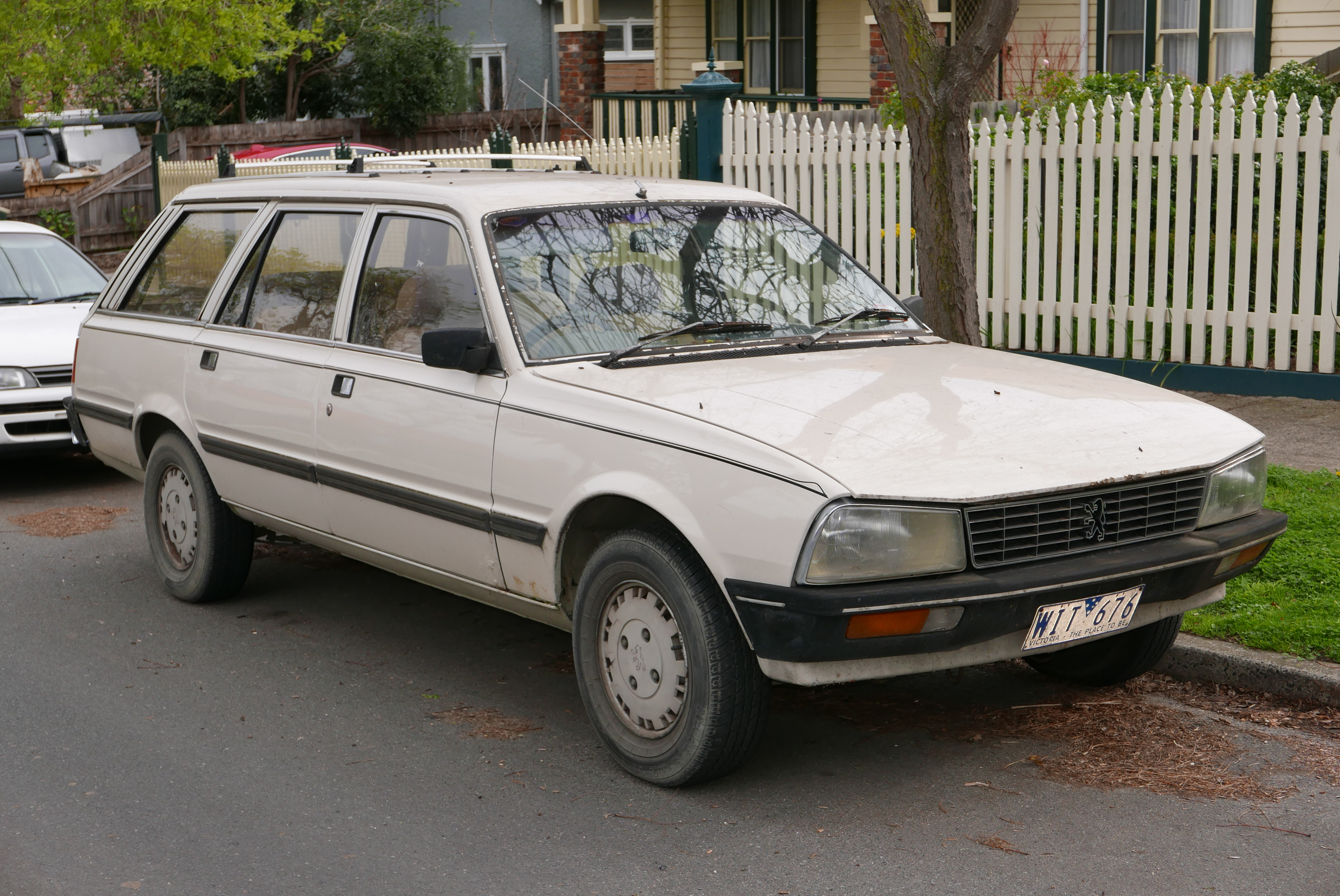
1984 بيجو 505 أس أر (أستراليا)

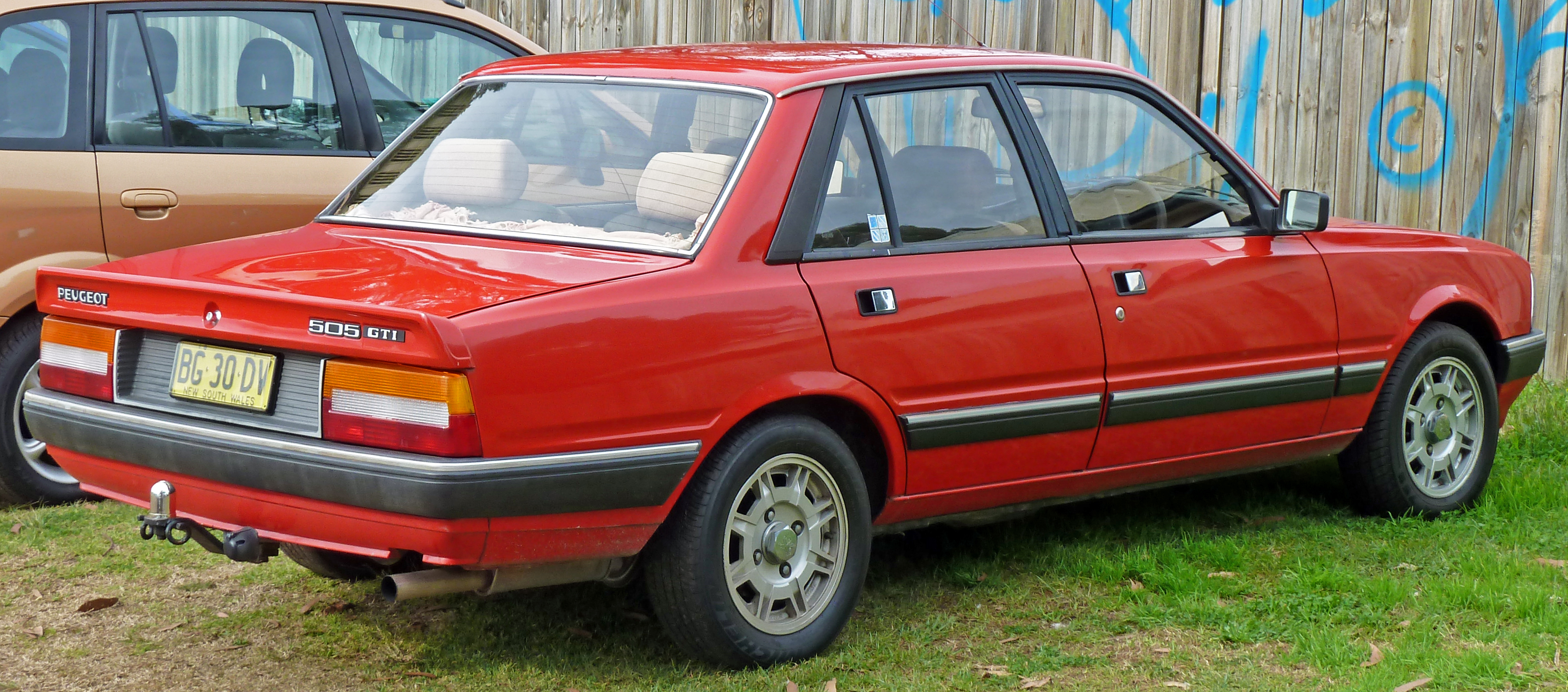
1985 بيجو 505 جي تي آي سيدان (أستراليا)

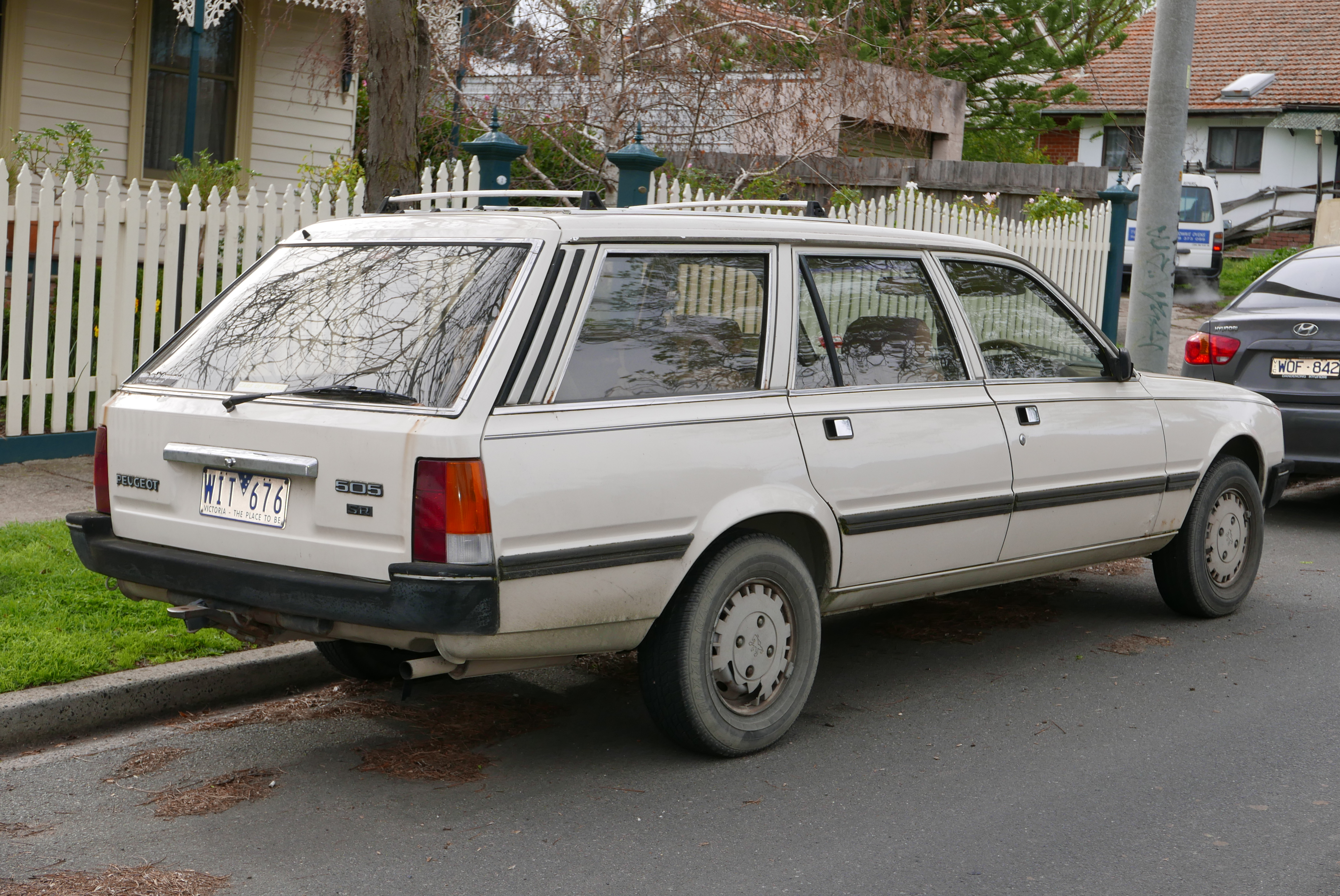
1984 بيجو 505 أس أر (أستراليا)
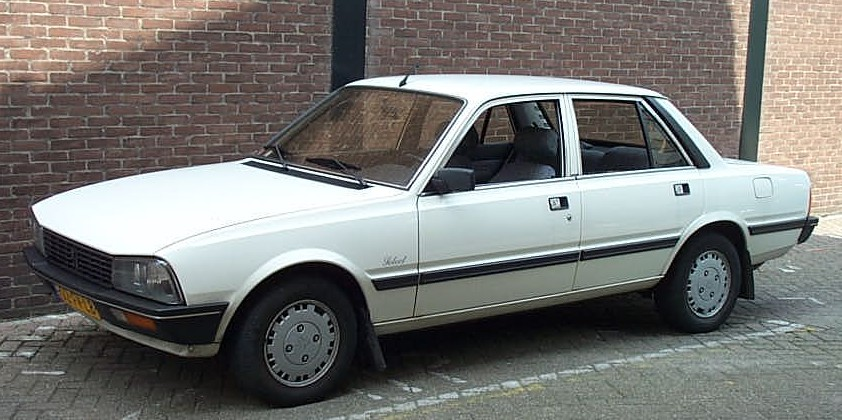
1984 بيجو 505 أس أر (أستراليا)

## مستويات القطع
اختلفت طرازات بيجو 505 كثيراً في المعدات. سيارات س.ر.د الأساسية مع محرك ديزل 2,304 سم مكعب لم يكن لديها حتى التوجيه المعزز، ولكن ج.ت.د تيربو وجي تي آي وتي آي وV6 كلها مزودة بنظام التوجيه المعزز، وأبواب القفل المركزي، وتكييف الهواء، وناقل حركة يدوي بخمس سرعات، وفتحة سقف (باستثناء ج.ت.د تيربو)، ومصابيح ضباب أمامية.
في V6، كان التوجيه المعزز حساسًا للسرعة، وجاءت أبواب القفل المركزي بجهاز تحكم عن بعد بالأشعة تحت الحمراء، وتضمنت أنظمة التدفئة والتهوية التحكم الإلكتروني في المناخ. كان ناقل الحركة الأوتوماتيكي ثلاثي السرعات متاحاً في أوائل الخمسينيات من القرن الماضي، والذي تم استبداله لاحقاً بوحدة من أربع سرعات. أثبت أكثر طراز 505 متانة أنه ج.ت.د مع ناقل حركة يدوي بخمس سرعات.

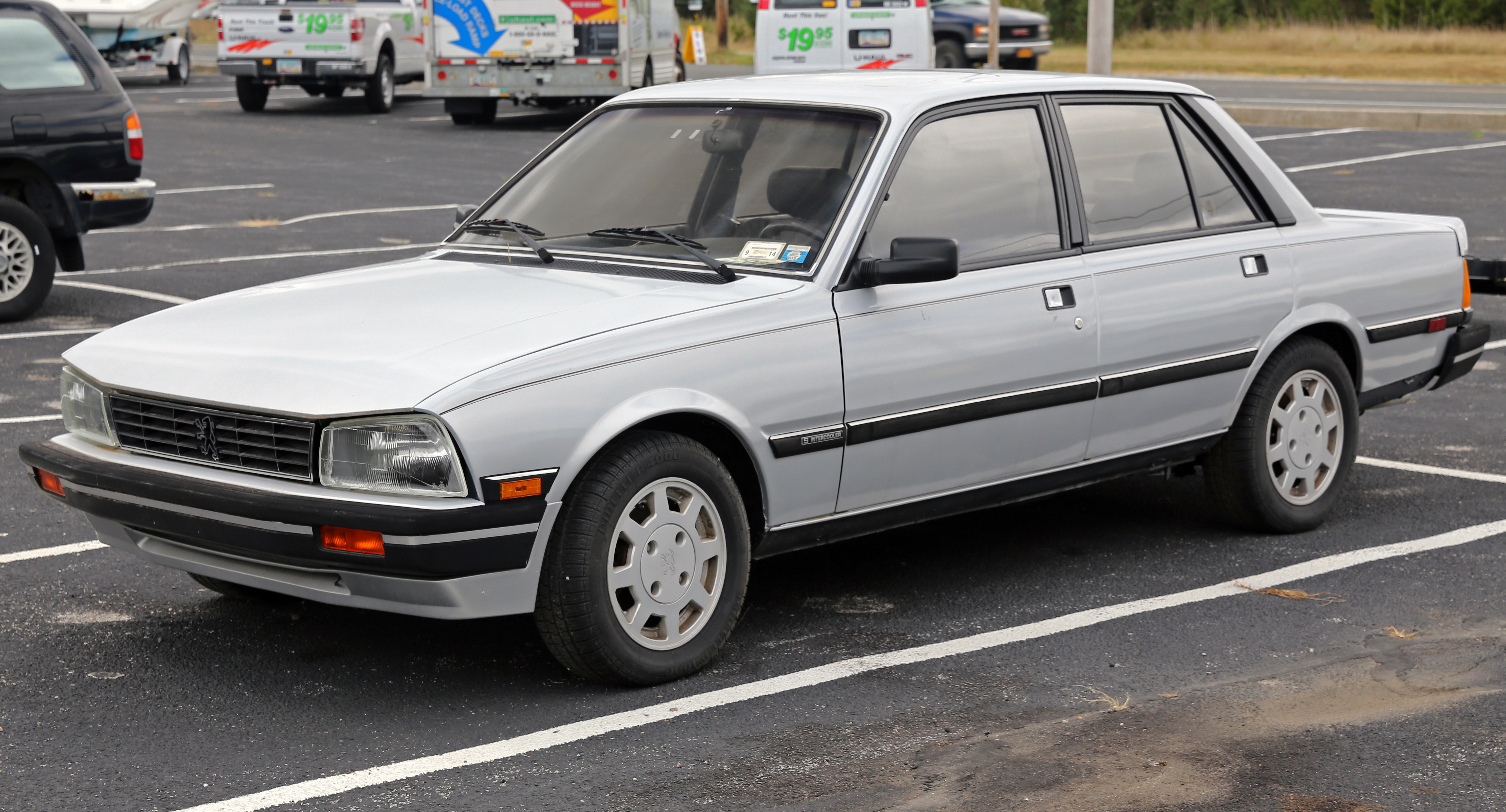
1987 بيجو 505 توربو إس ، تظهر المصابيح الأمامية الخاصة بأمريكا الشمالية والعادم على اليسار (الولايات المتحدة الأمريكية)

### أستراليا
في أستراليا، تم بيع 505 كسيارة جي آر أو أس آر أو س.ت.آي أو ج.ت آي سيدان أو أس آر أو جي تي آي ذات ثمانية مقاعد بمحركات بنزين.
تم بيع عدد قليل جداً من محركات الديزل ج.ر.د وأس.ر.د 505 في أستراليا. شهد تحديث السلسلة الثانية استبدال س.آر بـأس إل آي.

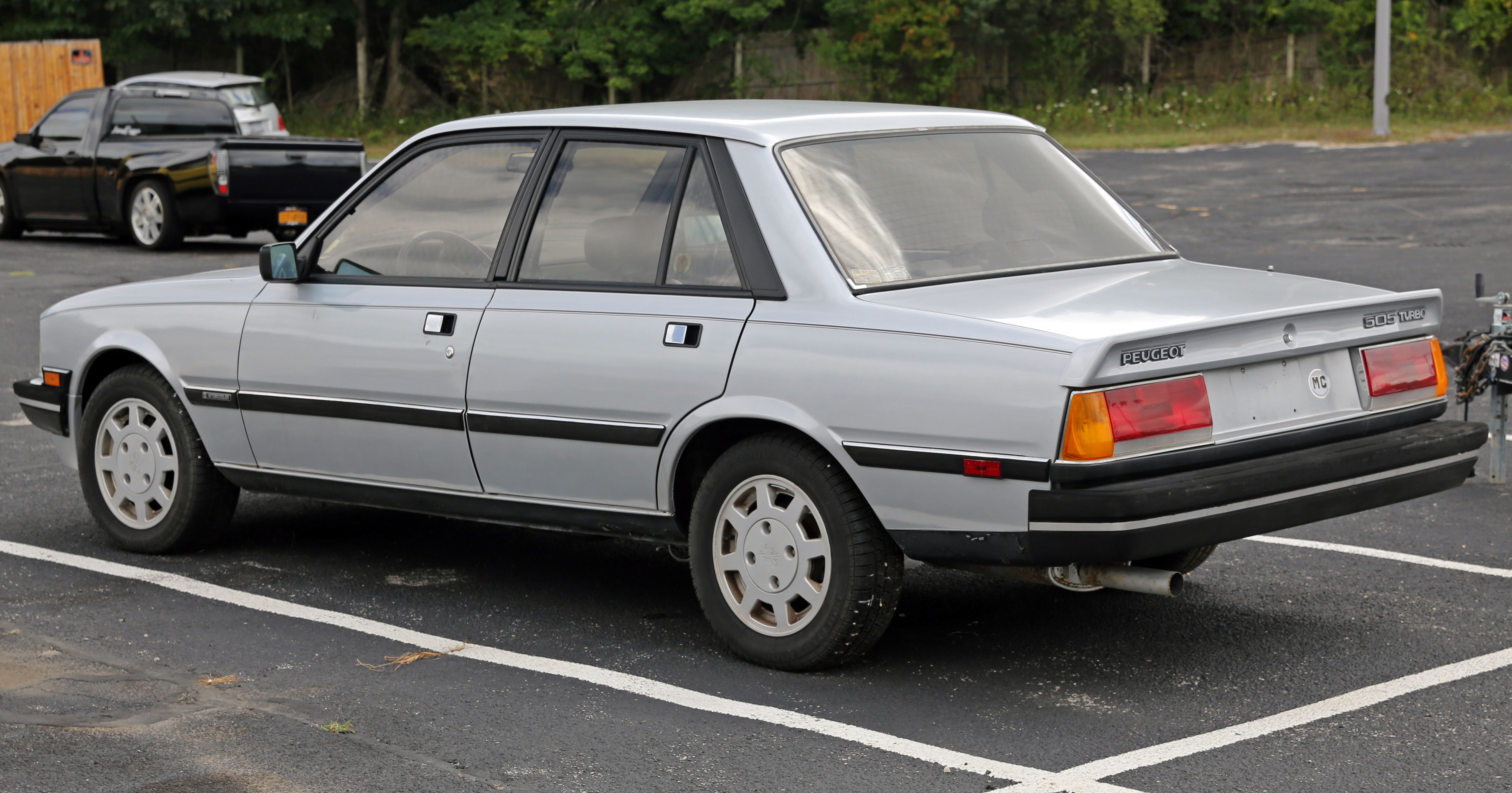
1987 بيجو 505 توربو إس ، تظهر المصابيح الخلفية الخاصة بأمريكا الشمالية والعادم على اليسار (الولايات المتحدة الأمريكية)

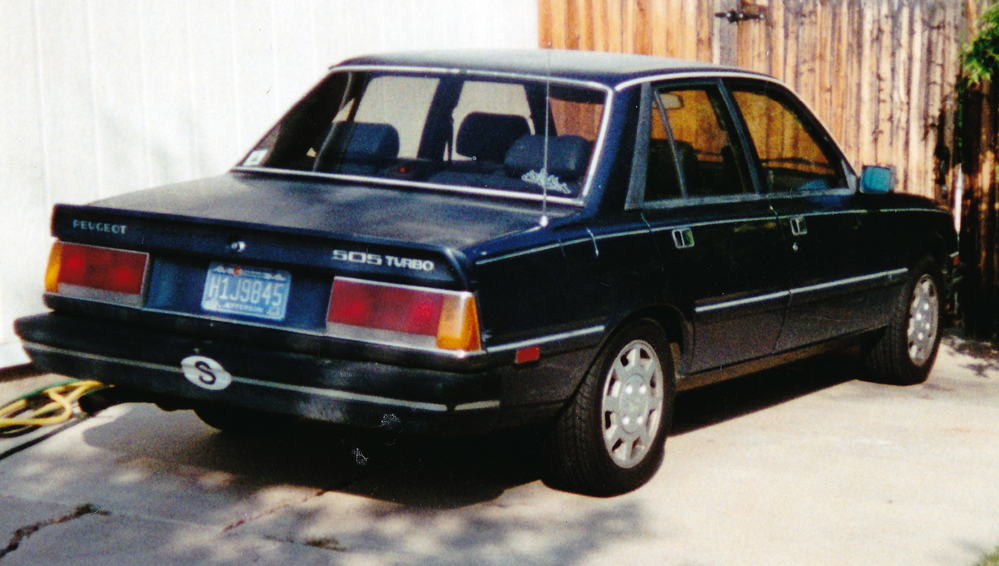
1987 بيجو 505 توربو إس ، تظهر المصابيح الخلفية الخاصة بأمريكا الشمالية والعادم على اليسار (الولايات المتحدة الأمريكية

### أمريكا الشمالية
كان لدى الولايات المتحدة وكندا هيكل الـ 505، والتي وصلت عام 1980 وتم تقديمها لأول مرة في جزيرة مارتينيك الفرنسية بمنطقة البحر الكاريبي. كانت الاختلافات الملحوظة هي: تم تحريك خزان الغاز إلى الداخل (الآن خلف المقعد الخلفي)، مع فتحة ملء على الجانب الأيمن، ومصابيح أمامية رباعية الطراز مختلفة، ومصابيح خلفية (سيارات السيدان قبل عام 1986)، وهوائي سوطي مميز تم نقله من السقف إلى الحاجز الخلفي (وتم تغييره إلى تلسكوبي)، مصدات أكبر، تتحرك ماسورة العادم من اليمين إلى اليسار.
تم تقديم عدد أقل من المحركات، وكلها مفككة لتلبية معايير الانبعاثات الأكثر تقييداً.  في الأصل، تم تقديم محرك بقوة 96 حصان (72 كيلوواط) 2.0 لتر وأربعة، إلى جانب محرك ديزل سعة 2.3 لتر بقوة 71 حصان (53 كيلو واط).  كلاهما مرحلان من 504، على الرغم من أن وحدة البنزين قد اكتسبت ثمانية أحصنة بفضل إدخال حقن الوقود.
تم بناء جميع قطع 505 في أمريكا الشمالية في مصنع سوشو التابع لشركة بيجو في فرنسا.

### أوروبا
في عام 1981، وصل طراز توربوديزل بقوة 80 حصان (60 كيلو واط). على عكس النموذج الطبيعي، تلقى المحرك التوربيني ناقل حركة يدوي بخمس سرعات كتجهيز قياسي. في أواخر ربيع عام 1984، وصل موديل 1985505 تيربو. كان المحرك مشابهاً للمحرك الذي شوهد في أوروبا، وإن كان بدون مبرد داخلي في البداية. كانت القوة القصوى لعام 1985 142 حصاناً (106 كيلو واط). ارتفع هذا في النهاية إلى 180 حصاناً (134 كيلوواط) لسنوات الطراز اللاحقة. كانت نسخة ملكية تيربو فريدة من نوعها في أسواق أمريكا الشمالية.

## روابط خارجية
وسائل الإعلام المتعلقة ببيجو 505 في ويكيميديا كومنز

## معرض الصور

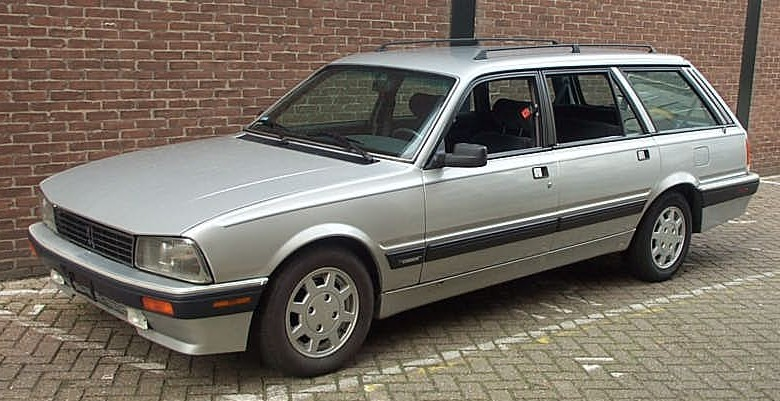
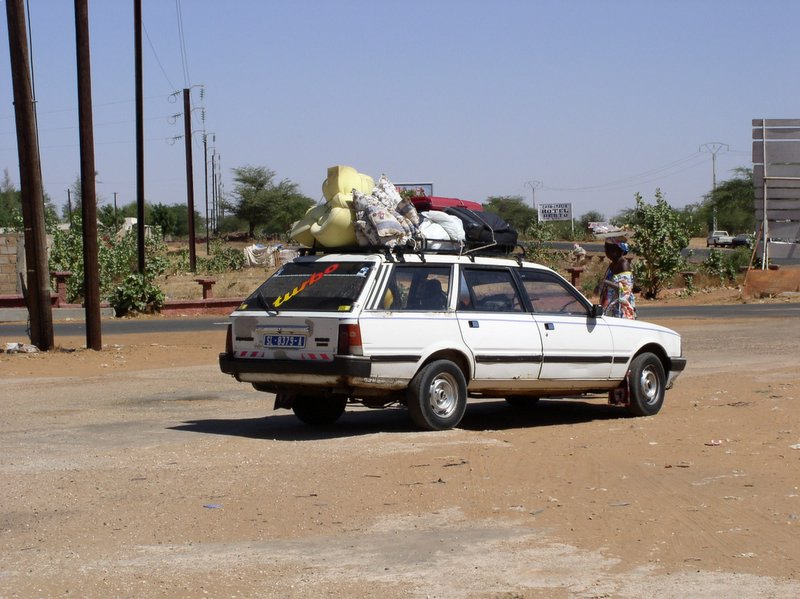
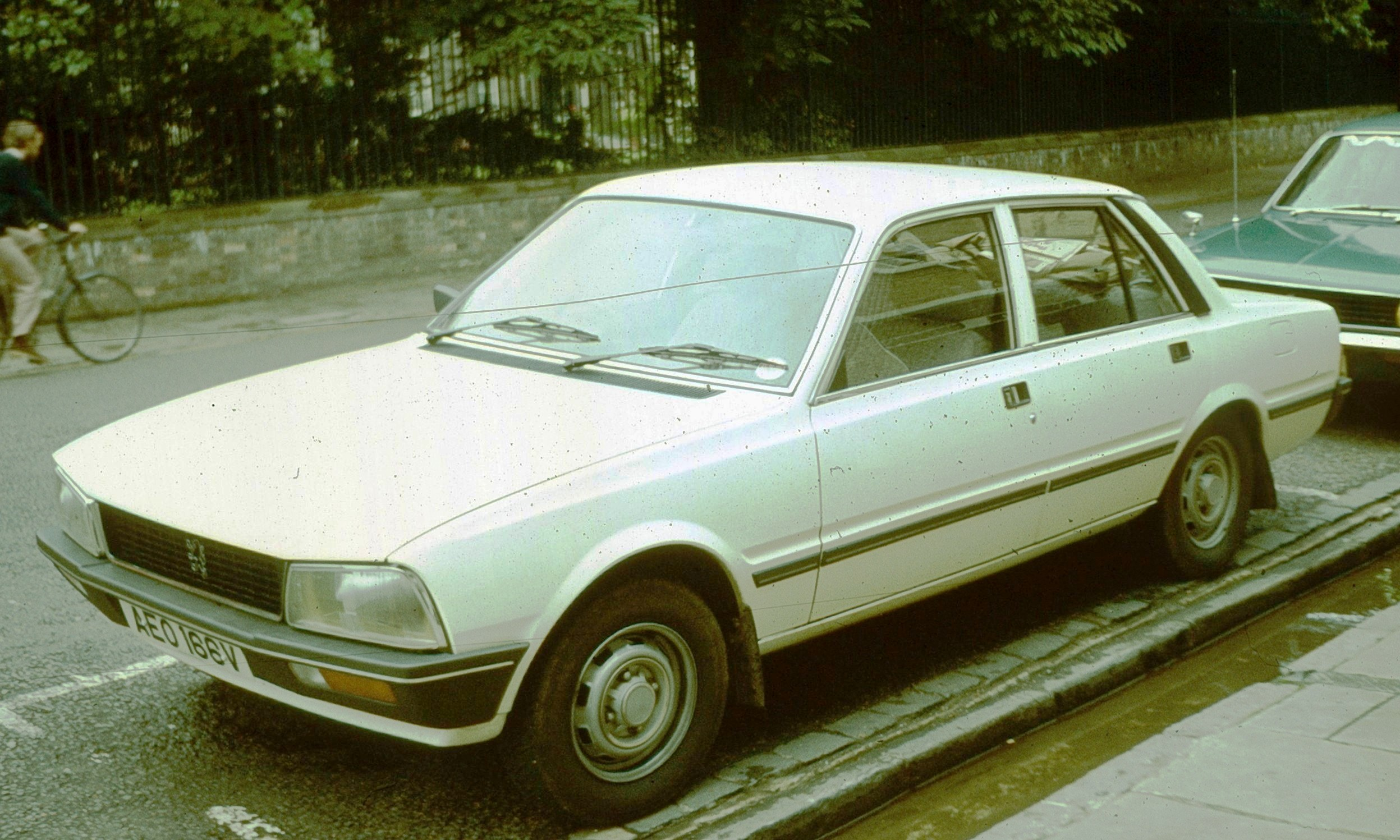
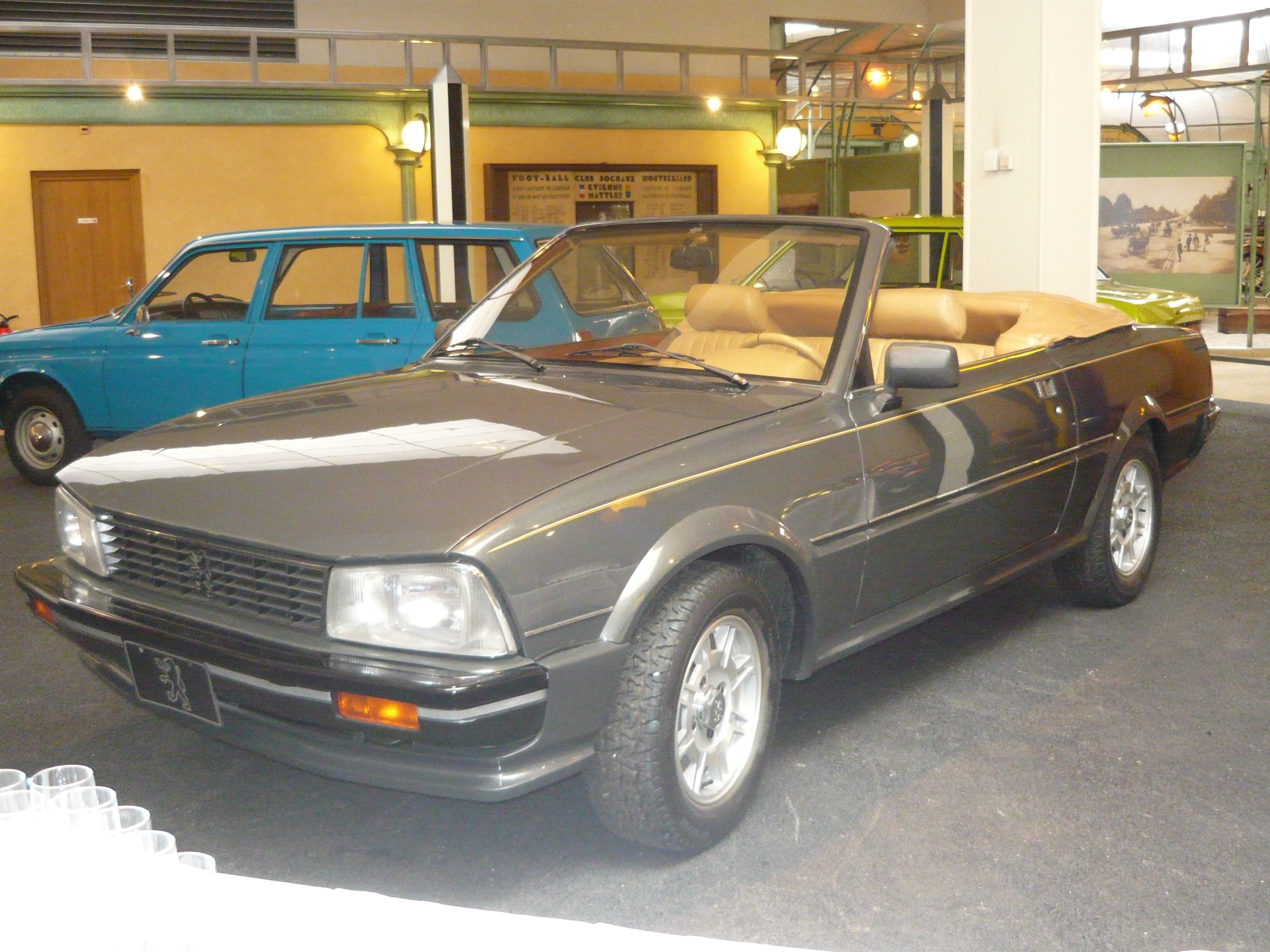

| سبقه بيجو 504 | سيارات بيجو | تبعه بيجو 605 |